# Schloss Straupitz

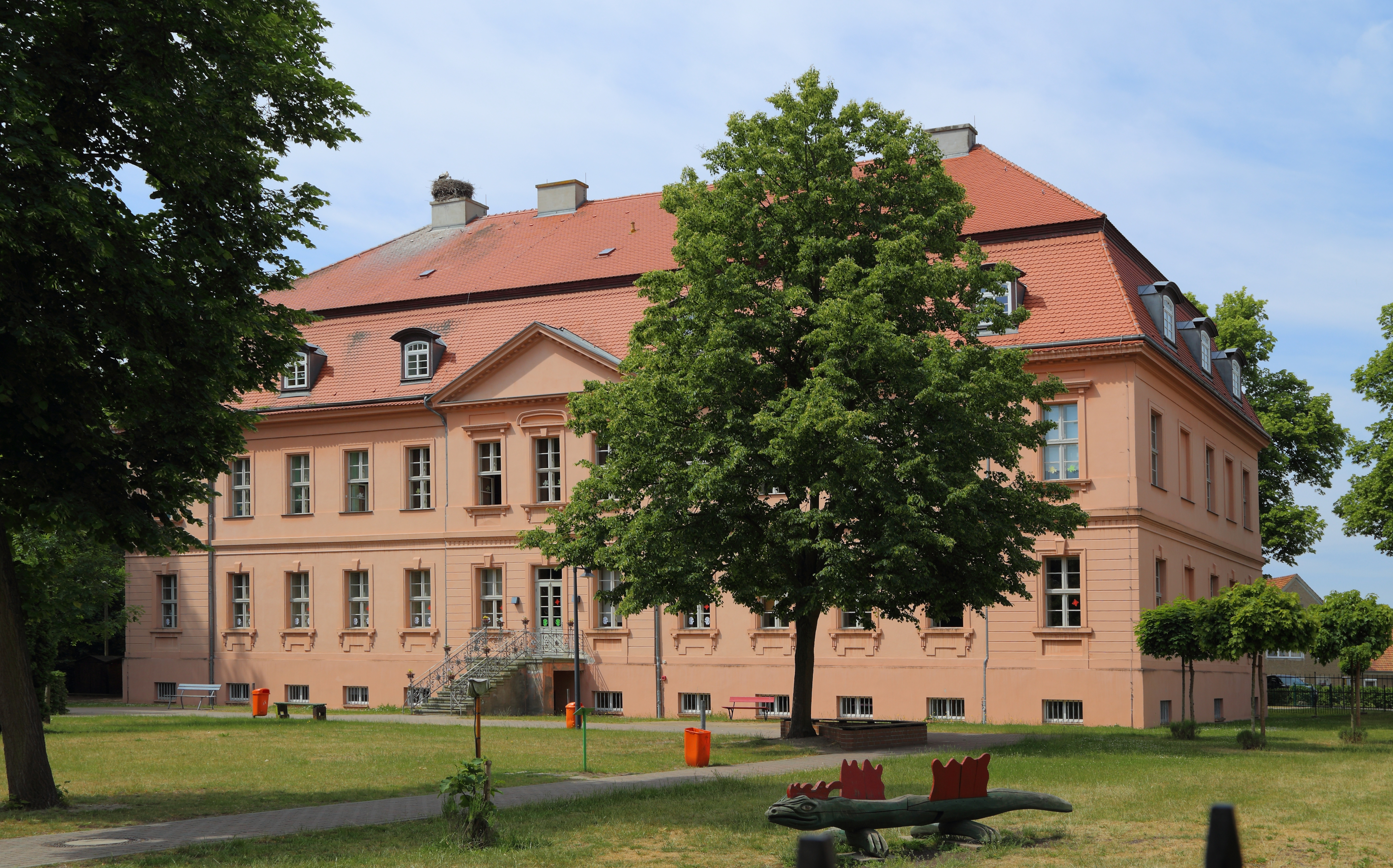
Schloss Straupitz (2015)

Das Schloss Straupitz (auch Gutshaus Straupitz) ist ein Herrenhaus in der Gemeinde Straupitz (Spreewald) in Brandenburg. Es dient heute als Gebäude einer Grundschule. Das Schloss ist ein eingetragenes Baudenkmal in der Denkmalliste des Landes Brandenburg.

## Geschichte und Architektur

### Schloss
Ursprünglich befand sich hier eine von einem sechs bis acht Meter breiten Wassergraben umgebene Wasserburg. Ab 1655 war die Familie von Houwald Inhaber der Standesherrschaft Straupitz. Das heutige Schloss wurde in den Jahren von 1795 bis 1798 unter Carl Gottlob Willibald von Houwald im Stil des Spätbarock an der Stelle eines hier zuvor befindlichen Renaissanceschlosses errichtet. Das verputzte Gebäude ist schlicht gestaltet, verputzt und wird von einem Mansardwalmdach bedeckt. Die Fassade weist 13 Achsen auf und wird durch einen flach ausgebildeten Mittelrisalit und Eckrisalite gegliedert. Ab 1820 führte eine hölzerne Wasserleitung von Pintschens Quell Frischwasser bis zum Schloss, welches möglicherweise Verwendung in der Schlossbrauerei fand. Diese Brauerei wird als Teil des Gutsbetriebes auch im 1879 erstmals veröffentlichten Generaladressbuch der Rittergutsbesitzer des Königreiches Preußen erwähnt. Die Standesherrschaft umfasst zu jener Zeit amtliche 7274,74 ha Land ist somit einer der größten Grundbesitze der Provinz Brandenburg.
Eine Umgestaltung des Herrenhauses im Stil der aufkommenden Moderne fand nach 1884 durch Ernst Otto Graf von Houwald statt. Mit der Übernahme der gut aufgestellten Herrschaft durch seinen Sohn Christoph-Heinrich von Houwald 1903 wurden viele dieser Veränderungen wieder beseitigt. 1945, nach Ende des Zweiten Weltkriegs, wurde die Familie von Houwald enteignet. Seit 1947 ist im Schloss eine Schule untergebracht. Ein ursprünglich bestehender Dreiecksgiebel wurde 1973 abgerissen. Eine Restaurierung des Gebäudes fand von 1997 bis 2002 statt.

### Nebengebäude

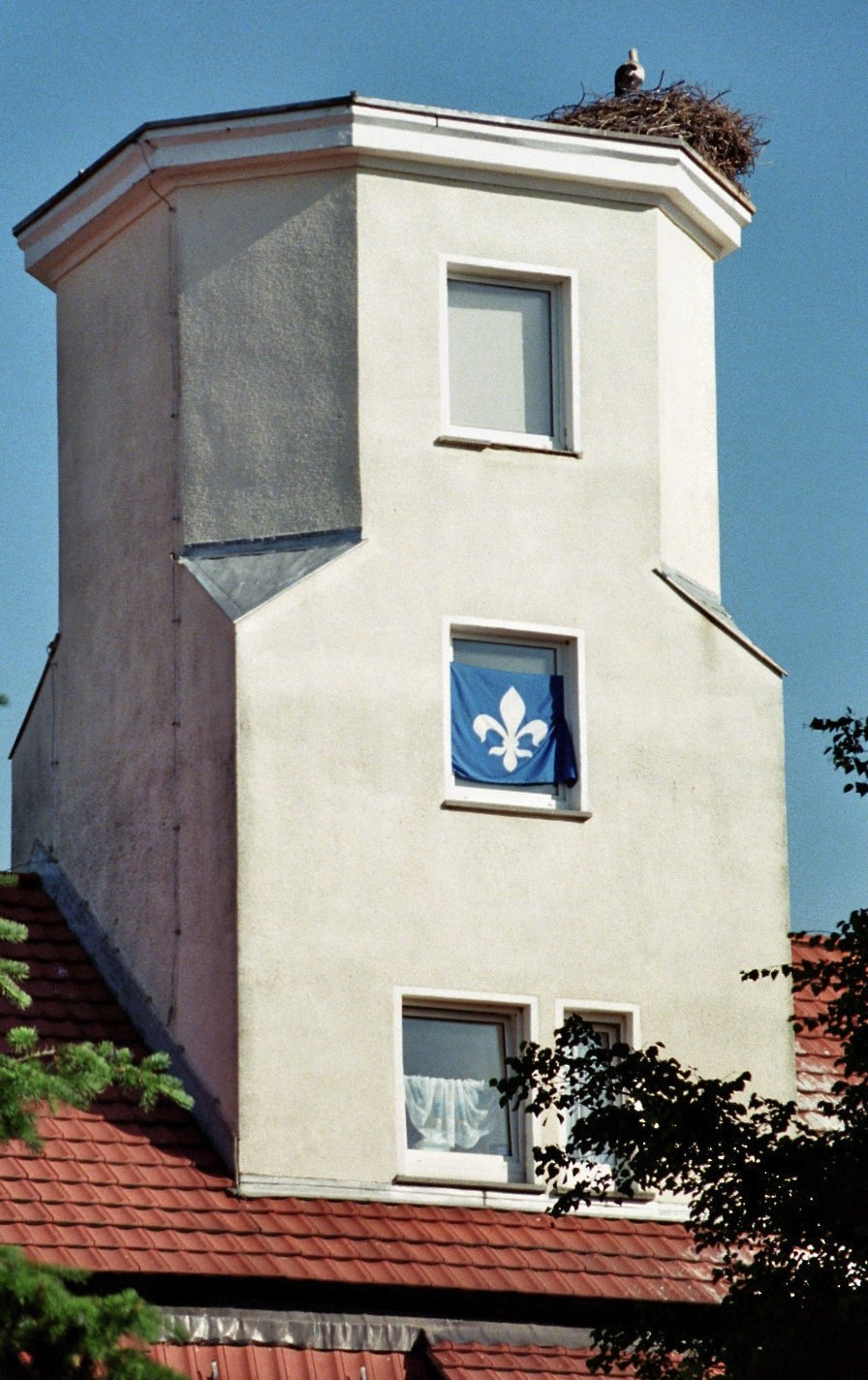
Turmgebäude (2008)

Gegenüber dem Schloss steht ein schlichter, verputzter Ziegelbau aus dessen Mitte sich ein Turm erhebt. Das Gebäude entstand 1805. In seinem Erdgeschoss befanden sich Pferdeställe, Lagerräume, Remisen und eine Wohnung. Im Obergeschoss war neben der Wohnung des Inspektors auch die Gutsverwaltung untergebracht. Der Dachboden diente als Getreidelager. Der Turm trug früher vorderseitig eine Uhr und war von einem gusseisernen Geländer umgeben. Im Sommer nutzte man ihn bis 1945 als Feuerwachturm. Zur Anpeilung von Bränden wurde in den 1930er Jahren ein modernes Gerät beschafft.
In der ersten Hälfte der 1980er Jahre wurde das Gebäude komplett um- und ausgebaut und in seiner äußeren Fassade stark verändert.

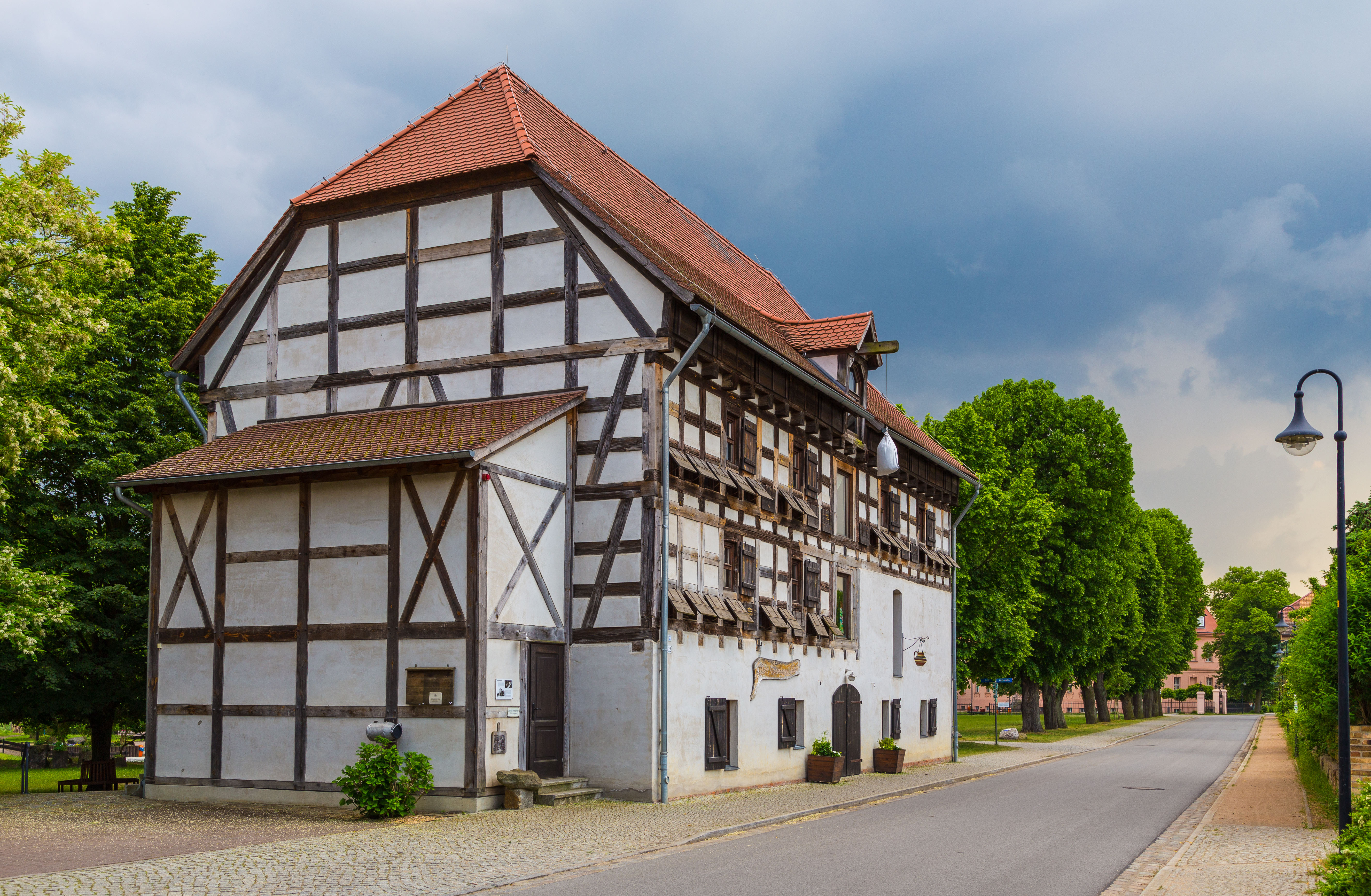
Kornspeicher (2016)

Auf halbem Weg zwischen dem Schlossgebäude und der außerhalb des Schlossbereichs stehenden Dorfkirche Straupitz steht der etwa 1798 erbaute Kornspeicher. Die rechte Seite des Gebäudes, in der die massiven Mauern bis in das Obergeschoss reichen, wurde in der Vergangenheit als Eiskeller genutzt. Das Eis wurde im Winter auf dem Straupitzer See gebrochen und mit Fuhrwerken zum Eiskeller gefahren. In den oberen Etagen wurde Getreide, Lein, Buchweizen und Hirse gelagert. Die Funktion als Kornspeicher dauerte bis 1992 an. Ab dem 1. September 2004 erfolgte eine umfangreiche Sanierung. Die Wiedereröffnung konnte am 24. September 2005 gefeiert werden. Im Kornspeicher befindet sich jetzt eine Ausstellung zur Geschichte von Straupitz, eine Töpferwerkstatt und ein kleines Lokal. Im Januar 2005 wurde der Freundeskreis Kornspeicher e. V. gegründet, der sich dem Erhalt und der Pflege des Gebäudes verschrieben hat. Im Speicher ist auch ein Stück der historischen von Pintschens Quell zum Schloss führenden Wasserleitung ausgestellt.

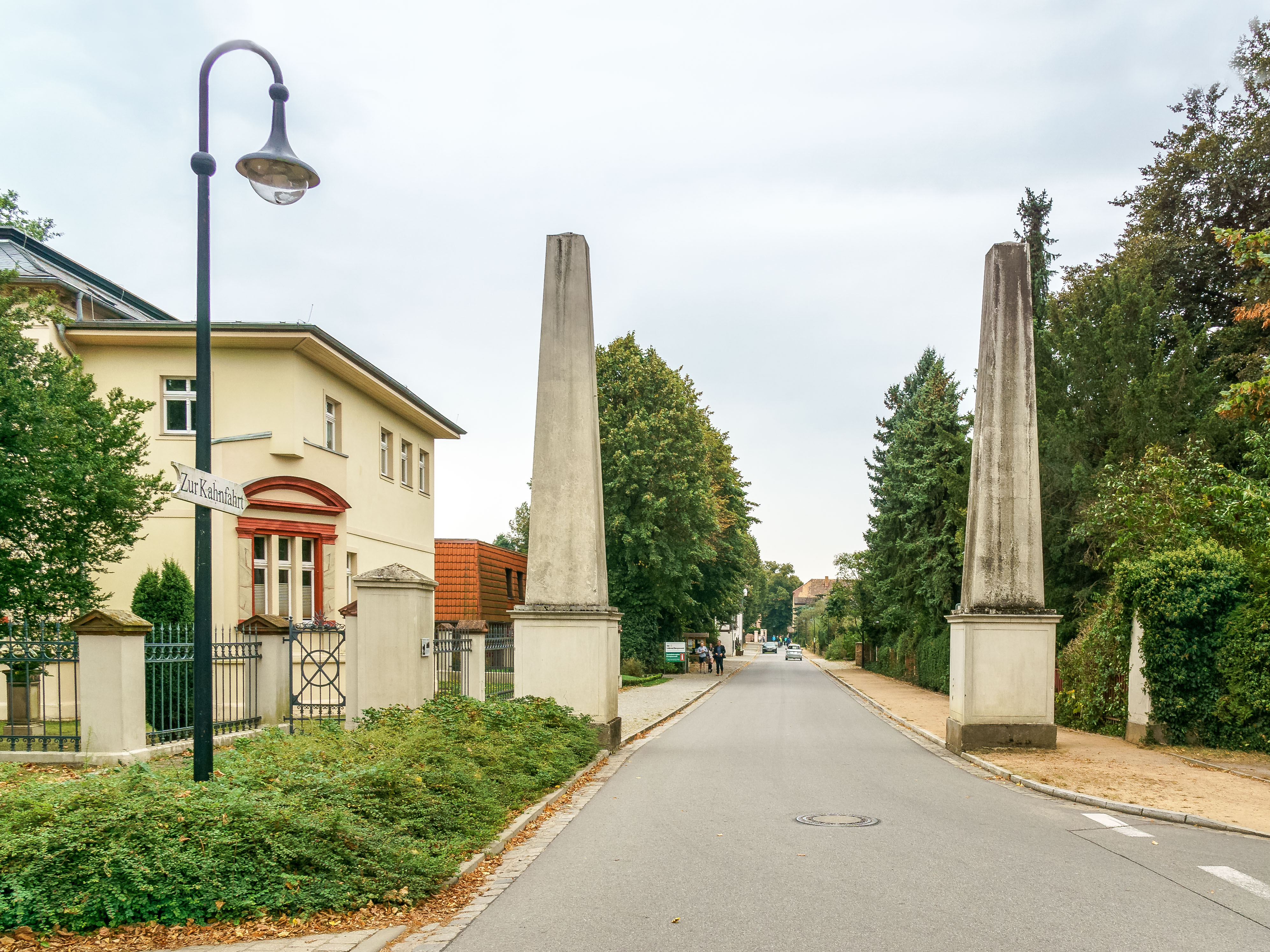
Obeliske an der Zufahrt zum Schlossbereich (2016)

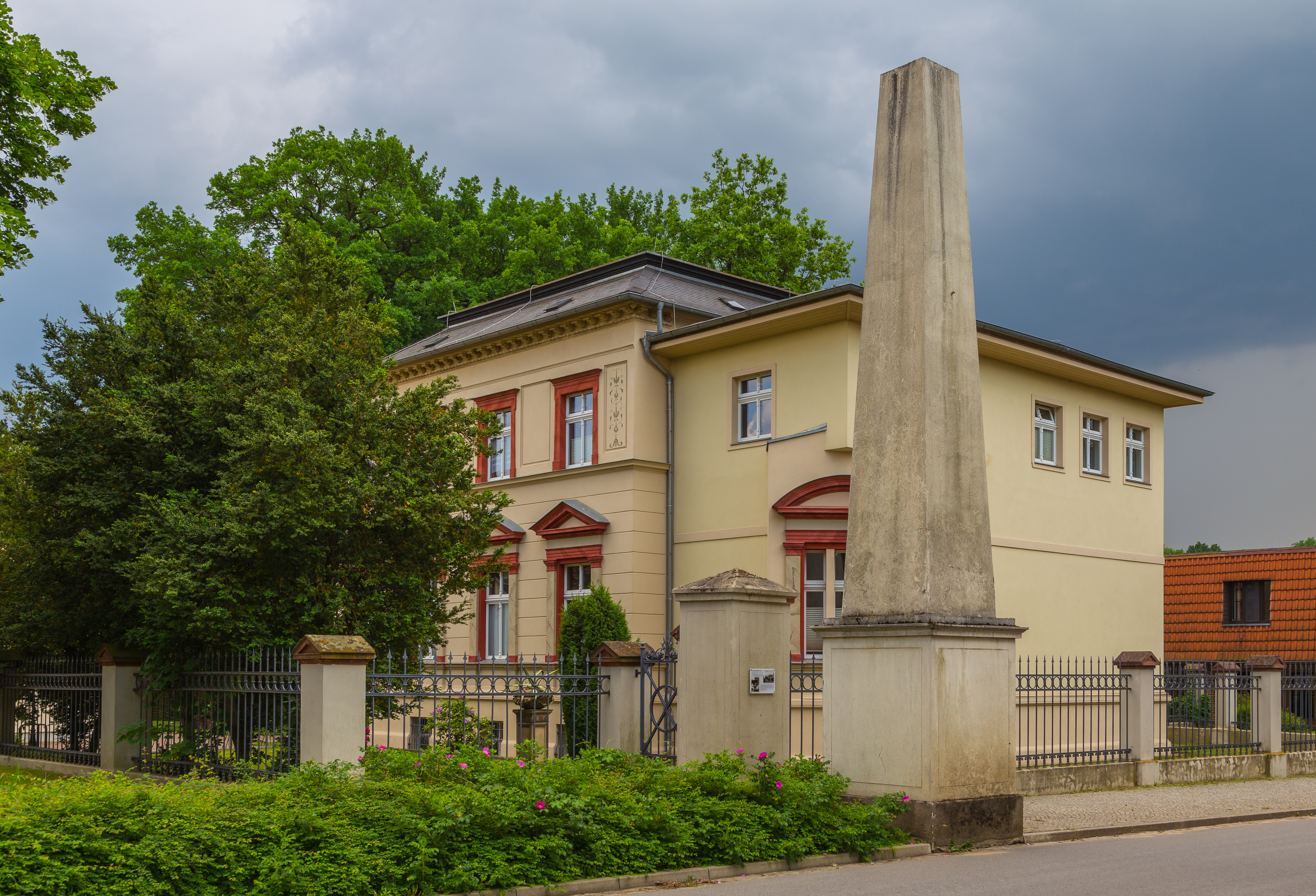
Alte gräfliche Villa (2016)

Die Zufahrt zum Schlossbereich wird durch zwei etwa 10 Meter hohe Obelisken markiert. Beide wurden 1996 saniert. Wann sie errichtet wurden, ist bis dato nicht bekannt. Links an der Zufahrt zum Schlossbereich befindet sich die als Witwensitz der Familie von Houwald im Jahre 1886 erbaute, sogenannte Villa. An ihrer Stelle befand sich bis dahin das „Neue Haus“. Dieses im 18. Jahrhundert errichtete, zweistöckige Gebäude mit Mansardenwalmdach diente ebenso als Witwensitz und war baufällig geworden. Der kleine Turm der Villa wurde bei einer Sanierung um seine schiefergedeckte Turmspitze eingekürzt. Im Gebäude sind heute Arzt- bzw. Zahnarztpraxen untergebracht.
Der Schlosspark entstand nach dem Vorbild englischer Landschaftsparks um 1900 auf einem ehemaligen Weidengelände. Er wird durch ein Wegesystem, kleine Seen, Fließe, große Bäume und freie Wiesen geprägt und erstreckt sich über 12 Hektar. Der Baumbestand wurde aus unterschiedlichen Teilen der Welt zusammengetragen. In den 1950er Jahren wurde auf seiner zentralen Freifläche ein Sportplatz angelegt.

## Von-Houwald-Grundschule

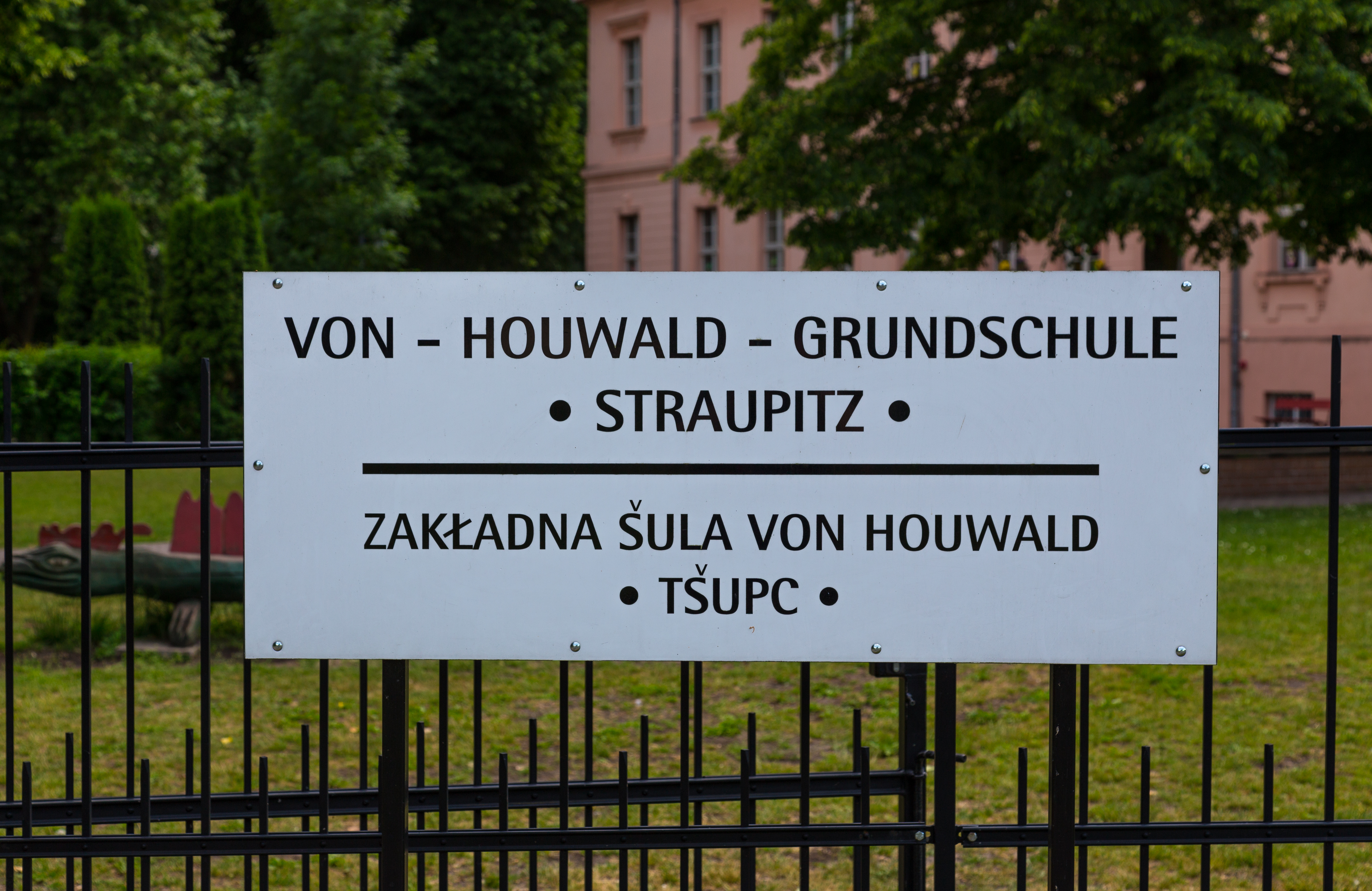
Zweisprachiges Schild am Zugang zur Schule

Die Von-Houwald-Grundschule Straupitz (niedersorbisch Zakładna šula Von Houwald Tšupc) ist die sechsklassige Grundschule der Gemeinde Straupitz (Spreewald) und nutzt die Räumlichkeiten des Schlosses Straupitz als Unterrichtsgebäude. Die erste Schule in Straupitz wurde im Jahr 1602 erwähnt, im Schloss ist die Schule seit 1947 untergebracht. Im Jahr 1958 wurde die Schule, die damals von 258 Schülern besucht wurde, zu einer zehnklassigen Polytechnische Oberschule umstrukturiert. Zwischen 1975 und 1977 erfolgte der Neubau einer Schulturnhalle unmittelbar hinter dem Schloss. Im Oktober 1979 erhielt die Schule den Namen „Werner-Seelenbinder-Oberschule“.
Nach der Wiedervereinigung wurde die Schule im Jahr 1992 in eine Gesamtschule umgewandelt. Die Kinderkrippe wurde aus hygienischen Gründen geschlossen. Zwischen 1997 und 2002 erfolgte eine umfassende Sanierung des Gebäudes. Spätestens bei der Abschaffung der Gesamtschulen in Brandenburg im Jahr 2005 wurde die Schule in eine Grundschule umgewandelt, die nächsten weiterführenden Schulen befinden sich in Goyatz (Oberschule) und Lübben (Gymnasium).
Die Von-Houwald-Grundschule ist eine offene Ganztagsschule und bietet im Rahmen des Witaj-Projektes bilingualen deutsch-niedersorbischen Unterricht an, was von etwa der Hälfte der Schüler genutzt wird. Des Weiteren bietet die Schule Niedersorbisch als Fremdsprache an.